# Aina Hashimoto
Aina Hashimoto (橋本愛奈, Hashimoto Aina) est une chanteuse et idole japonaise née le 3 octobre 1992, membre du groupe féminin de J-pop THE Possible. Elle débute en 2004 au sein du Hello! Project, sélectionnée avec le Hello Pro Egg, et forme THE Possible en 2006. Elle est "graduée" du H!P en 2007 lors du transfert de son groupe sur le label TNX de son producteur Tsunku, dans le cadre du Nice Girl Project!.

## DVD Solo
1. 2 octobre 2010 – Girigiri Out!
2. 29 juin 2011 – Kanzen Out! (完全アウト!?)

## Liens
- (ja) Blog officiel (Serend)
- (ja) Blog officiel (Ameblo)
- (ja) Fiche officielle au Nice Girl Project!